# 巴尔莫哈多
巴尔莫哈多，是西班牙卡斯蒂利亚-拉曼恰托莱多省的一个市镇。总面积26平方公里，总人口2495人（2001年），人口密度96人/平方公里。